# 马泰奥·平卡
马泰奥·平卡（義大利語：Matteo Pinca，1990年10月12日—），意大利男子赛艇运动员。他曾代表意大利参加世界赛艇锦标赛，获得一枚银牌和一枚铜牌，均来自男子轻量级八人单桨有舵手项目。